# Liste der Kulturdenkmale in Bettendorf (Luxemburg)
In der Liste der Kulturdenkmale in Bettendorf sind alle Kulturdenkmale der luxemburgischen Gemeinde Bettendorf aufgeführt (Stand: 15. Juli 2025).

## Kulturdenkmale nach Ortsteil

### Bettendorf
| Bild           | Bezeichnung                                   | Lage                                             | Beschreibung | Stufe | Eingetragen seit |
| -------------- | --------------------------------------------- | ------------------------------------------------ | ------------ | ----- | ---------------- |
| Weitere Bilder | Schloss Bettendorf mit Nebengebäuden und Park | 12, rue du Château (Karte)                       |              | PCN   | 26. Oktober 2007 |
|                | Gebäude                                       | 16, Fraeschegaass (Karte)                        |              | PCN   | 9. Februar 2018  |
| Weitere Bilder | Mühle Bettendorf                              | 1, rue du Moulin (Karte)                         |              | PCN   | 14. April 2023   |
|                | Ehemaliger Bauernhof                          | 2, rue du Pont und 32, route de Diekirch (Karte) |              | PCN   | 3. Mai 2024      |

### Moestroff
| Bild              | Bezeichnung       | Lage                      | Beschreibung | Stufe | Eingetragen seit |
| ----------------- | ----------------- | ------------------------- | ------------ | ----- | ---------------- |
| Schloss Moestroff | Schloss Moestroff | 7, rue de la Gare (Karte) |              | PCN   | 26. Oktober 2007 |

### Gilsdorf
| Bild    | Bezeichnung | Lage                       | Beschreibung | Stufe | Eingetragen seit  |
| ------- | ----------- | -------------------------- | ------------ | ----- | ----------------- |
| Gebäude | Gebäude     | 49, rue Principale (Karte) |              | IS    | 29. November 2018 |

Legende: PCN – Immeubles et objets bénéficiant des effets de classement comme patrimoine culturel national; IS – Immeubles et objets inscrits à l’inventaire supplémentaire

## Quelle
- Liste des immeubles et objets beneficiant d’une protection nationales, Nationales Institut für das gebaute Erbe, Fassung vom 9. Juni 2022, S. 8 f. (PDF)

- Karte mit allen Koordinaten:
- OSM |
- WikiMap

Bad Mondorf |
Bartringen |
Bauschleiden |
Bech |
Beckerich |
Befort |
Berdorf |
Bettemburg |
Bettendorf |
Betzdorf |
Bissen |
Biwer |
Burscheid |
Bous-Waldbredimus |
Clerf |
Colmar-Berg |
Consdorf |
Contern |
Dalheim |
Diekirch |
Differdingen |
Dippach |
Düdelingen |
Echternach |
Ell |
Ernztalgemeinde |
Erpeldingen an der Sauer |
Esch an der Alzette |
Esch an der Sauer |
Ettelbrück |
Fels |
Feulen |
Fischbach |
Flaxweiler |
Frisingen |
Garnich |
Goesdorf |
Grevenmacher |
Grosbous-Wahl |
Habscht |
Heffingen |
Helperknapp |
Hesperingen |
Junglinster |
Käerjeng |
Kayl |
Kehlen |
Kiischpelt |
Koerich |
Kopstal |
Lenningen |
Leudelingen |
Lintgen |
Lorentzweiler |
Luxemburg |
Mamer |
Manternach |
Mersch |
Mertert |
Mertzig |
Monnerich |
Niederanven |
Nommern |
Parc Hosingen |
Petingen |
Préizerdaul |
Pütscheid |
Rambruch |
Reckingen/Mess |
Redingen/Attert |
Reisdorf |
Remich |
Roeser |
Rosport-Mompach |
Rümelingen |
Saeul |
Sandweiler |
Sassenheim |
Schengen |
Schieren |
Schifflingen |
Schüttringen |
Stadtbredimus |
Stauseegemeinde |
Steinfort |
Steinsel |
Strassen |
Tandel |
Ulflingen |
Useldingen |
Vianden |
Vichten |
Waldbillig |
Walferdingen |
Weiler zum Turm |
Weiswampach |
Wiltz |
Winseler |
Wintger |
Wormeldingen